# Luis Villaveces Santamaría
Luis Villaveces Santamaría (Bogotá, 23 de enero de 1890- Bogotá, 5 de enero de 1965) fue un empresario, juguetero y contador público colombiano.

## Biografía
Hijo del matrimonio del litógrafo León Villaveces Ibáñez con Martina Emilia Santamaría Ángel, quedó huérfano de madre a una temprana edad, por lo cual fue, en gran parte, criado por su hermana María Regina. A principios del siglo XX, fue copropietario del almacén Villaveces & Vargas, ubicado en la Carrera 8ª del centro de Bogotá, antiguamente llamada Calle de Florián. Su especialidad era la ropa para caballero, que importaban desde Inglaterra. También ejerció gran parte de su vida como contador público juramentado, principalmente de clientes privados, pero también de algunas empresas como el Teleférico y Funicular de Monserrate. 
Contrajo matrimonio con Isabel Martínez Cárdenas, y fue padre de cuatro hijos: Luis Enrique, Isabel, Blanca y Carmen Villaveces Martínez. Quedó incapacitado durante un largo período de su vida debido a un procedimiento dental mal ejecutado que le afectó gravemente el nervio trigémino izquierdo.  
Esto causó grandes penurias para su familia, que subsistió en gran medida gracias al apoyo de su cuñado, el ingeniero Ignacio Martínez Cárdenas. Fue él quien, además, construyó la residencia de la familia Villaveces Martínez en el barrio Quinta Camacho, al norte de la ciudad, que contaba con un inmenso salón donde se estableció la fábrica de LUCES, especializada en juguetes de madera hechos a mano. 
Un álbum de su autoría, que contiene fotografías de la arquitectura religiosa y civil de la sabana de Bogotá, titulado Campanadas, fue estudiado por la Universidad de los Andes, y está disponible en su repositorio digital de archivos, al ser de amplio interés para fotógrafos, sociólogos e historiadores de Colombia.